# Houweningen

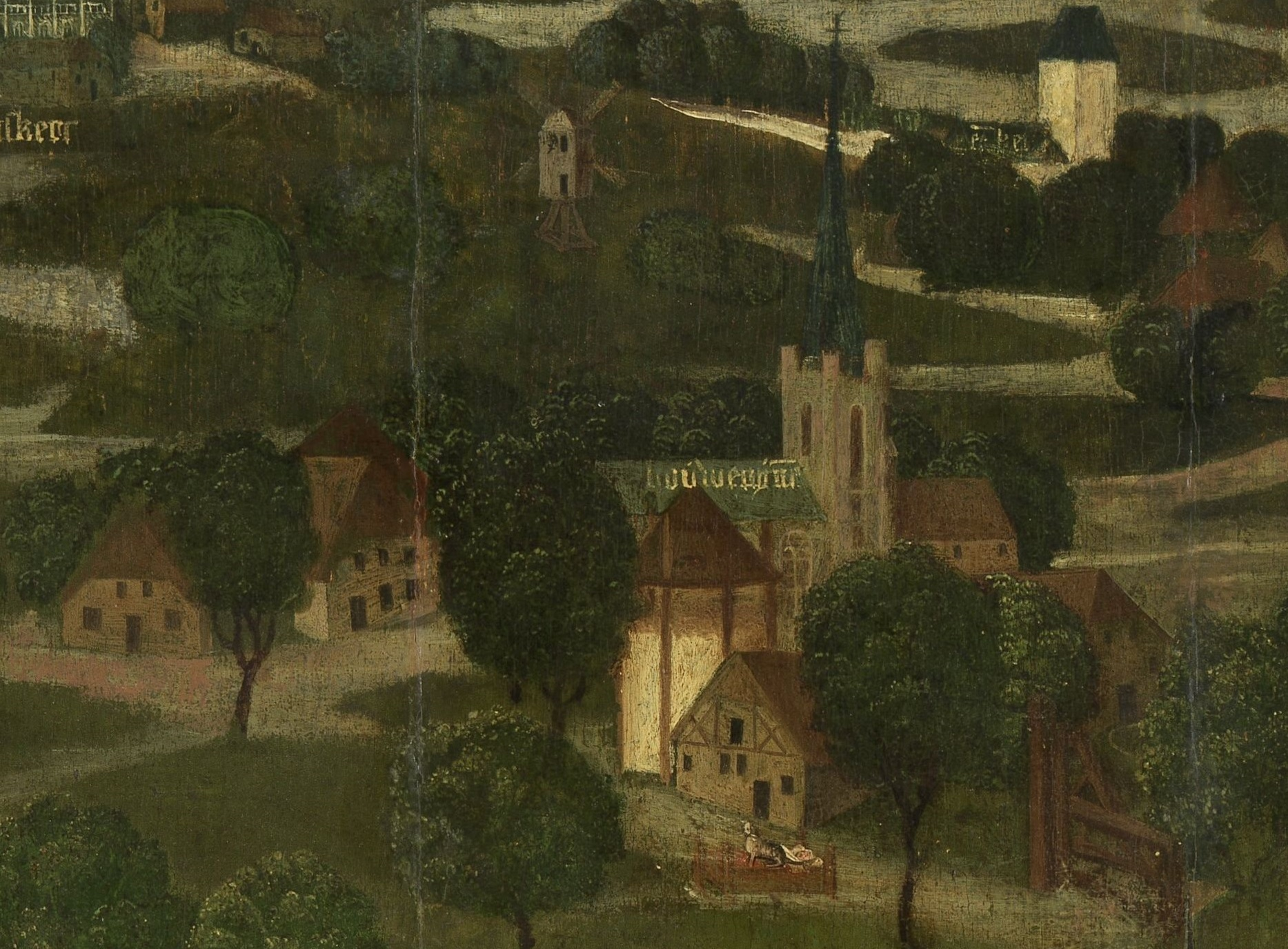
Het dorp Houweningen, fragment uit een altaarstuk, geschilderd rond 1495. Let ook op het wiegje met de baby en kat, een bekend volksverhaal.

Houweningen, Houweninghe of Houhnike was een vroeger kerkdorp in de Groote of Hollandsche Waard in Nederland (ook wel Dordtse Waard). Het is vermoedelijk vergaan tijdens de Sint-Elisabethsvloed van 1421. Het dorp lag ten zuiden van Hardinxveld.

## Geschiedenis
Houweningen, dat voor het eerst genoemd werd in 1105, had een kerkparochie (iets wat historici lang betwijfelden, wat mede kwam doordat ze niet tot een van de kapittels van Utrecht behoorde). De kerk zou de Botterskerk hebben geheten naar de stichter en vormde enige tijd een dochterkerk van het nabijgelegen Sliedrecht. Ook is bekend dat een voorgenomen afsplitsing werd tegengehouden door bisschop Burchard (dit alles in 1105). later ging de kerk alsnog over naar het kapittel van Floreffe in Namen. Vanaf 1181 behoorde de Houweningse parochie toe aan de abdij van Marienweerd in Beesd.
In 1937 en 1983 vond men resten te midden van een bietenveldje en ook werd een sloot uitgebaggerd waarbij stenen werden gevonden. In 1988 werd een talud uitgegraven in hetzelfde gebied, waarbij kloostermoppen werden gevonden. Men had niet vermoed dat het dorp een kerk bezat, maar door de vondst van een stenen muur moest toch anders geconcludeerd worden. De huidige locatie ligt verborgen op het Hollandse Biesbosch-terrein aan de middeleeuwse dijk (ook wel oude oeverwal), het nabijgelegen Houweningswater doet nog aan het vergane dorp herinneren.